# Joan Jett
Joan Jett (tên khai sinh là Joan Marie Larkin, sinh ngày 22 tháng 9 năm 1958) là một tay guitar rock, ca sĩ, nhạc sĩ, nhà sản xuất và diễn viên người Mỹ.

## Sự nghiệp

### Tuổi nhỏ
Joan Marie Larkin đã được sinh ra ngày 22 tháng 09 năm 1958  tại bệnh viện Lankenau ở Wynnewood, một vùng ngoại ô của Philadelphia, Pennsylvania. Cô chuyển đến Rockville, Maryland vào năm 1967. Jett có cây đàn guitar đầu tiên của mình ở tuổi 14. Gia đình của cô sau đó chuyển đến West Covina, California, ở hạy Los Angeles, tạo cho Jett cơ hội để theo đuổi những nỗ lực âm nhạc của cô.

## Các phim đã đóng
| Năm  | Phim                                  | Vai                 | Ghi chú                           |
| ---- | ------------------------------------- | ------------------- | --------------------------------- |
| 1981 | Urgh! A Music War                     | Chính cô ấy         |                                   |
| 1983 | Top '82                               | Chính cô ấy         |                                   |
| 1987 | Light of Day                          | Patti Rasnick       |                                   |
| 1992 | Highlander: The Series                | Felicia Martins     | Tập: "Free Fall"                  |
| 1994 | Talking About the Weather             | ?                   |                                   |
| 1997 | Ellen (TV series)                     | Chính cô ấy         | Tập: "Hello Muddah, Hello Faddah" |
| 1998 | Boogie Boy                            | Jerk                |                                   |
| 2000 | Walker, Texas Ranger                  | Dierdre Harris      | Tập: "Wedding Bells: Part 1"      |
| 2001 | By Hook or by Crook (2001 film)       | News Interviewee    |                                   |
| 2003 | The Sweet Life                        | Sherry              |                                   |
| 2004 | Godly Boyish                          | Thuật truyện        | Lồng tiếng                        |
| 2008 | Law & Order:Criminal Intent           | Sylvia Rhodes       | Tập: "Reunion"                    |
| 2008 | Repo! The Genetic Opera               | Guitar Player       |                                   |
| 2008 | Lock and Roll Forever                 | Charlotte superstar |                                   |
| 2009 | Endless Bummer                        | Del                 |                                   |
| 2010 | Multiple Sarcasms                     | Chính cô ấy         |                                   |
| 2013 | National Lampoon Presents: Surf Party | Del                 |                                   |
| 2014 | Big Driver (film)                     | Betsy Neal          |                                   |
| 2015 | Sex&Drugs&Rock&Roll                   | Chính cô ấy         | Tập: "Lust for Life"              |